# Beautiful People (Stay High)
Beautiful People (Stay High) is een nummer van het Amerikaanse alternatieve rockduo The Black Keys uit 2024. Het is de eerste single van hun twaalfde studioalbum Ohio Players.
Op dit nummer werken The Black Keys samen met Beck, bekend van hits als Loser, Sexx Laws en Dreams. "Beautiful People (Stay High)" wist de Amerikaanse Billboard Hot 100 niet te bereiken, wel bereikte het de 33e positie in de Rock Songs-lijst van Billboard. Ook de Nederlandse Top 40 of Tipparade werd niet bereikt, wel haalde de plaat de 25e positie in De Verlanglijst van NPO 3FM, en de 7e positie in de Verrukkelijke 15 van NPO Radio 2.

## Tracklijst
Muziekdownload
1. "Beautiful People (Stay High)" - 2:47